# Upplands runinskrifter 92
Runinskrift U 92 är ristad på en runsten som nu står i parken vid Jakobsbergs folkhögskola i Jakobsberg, Järfälla socken och Järfälla kommun strax norr om Stockholm.
I parken vid Jakobsbergs folkhögskola finns två runstenar uppställda. Båda runstenarna har flyttats från sin ursprungliga plats i sen tid, men har tidigare stått på Jakobsbergs, eller som den tidigare hette, Vibble gårds ägor. Den andra runstenen, som står i parken vid Jakobsbergs folkhögskola, är U91, Upplands runinskrifter 91. Inskriften omtalar att "Gunnvar och Kättilfrid lät resa stenen. Holmsten och Holme reste stenen efter Frösten...".
Namnet Viksjö är det äldsta kända, skriftligt belagda, ortnamnet i Järfälla kommun. På en runsten, som nu står i parken vid Jakobsbergs folkhögskola, står det inskrivet att "Knut i Vikhusum (Viksjö) lät uppresa stenen och göra bron efter fader och moder och sina bröder och (sin) syster". Sin nuvarande plats i parken fick den 1920. Runstenen har beteckningen U92, Upplands runinskrifter 92. Inskriften på runstenen vid Jakobsbergs folkhögskola avslöjar att Vikhusum, som är den äldre benämningen för Viksjö, var bebott redan under vikingatiden. Runstenen är mycket enkel utan tillstymmelse till den djurornamentik som annars är så vanlig på de uppländska runstenarna.
Redan på 1700-talet flyttades runstenen från sin ursprungliga plats i Vibble i Järfälla socken. Vibble är namnet på en numera sedan länge försvunnen bebyggelse, på vars mark Jakobsbergs säteri sedermera kom att anläggas. Gårdsplatsen låg på västra sidan av Kvarnbacken och ungefär på den plats där Kvarnskolan nu ligger. Vibble omtalas första gången år 1347, men gården har utan tvivel etablerats redan under yngre järnålder. På Vibbles ägor stod ursprungligen de två runstenarna U91 och U92, som idag finns i parken till Jakobsbergs folkhögskola.

## Stenen

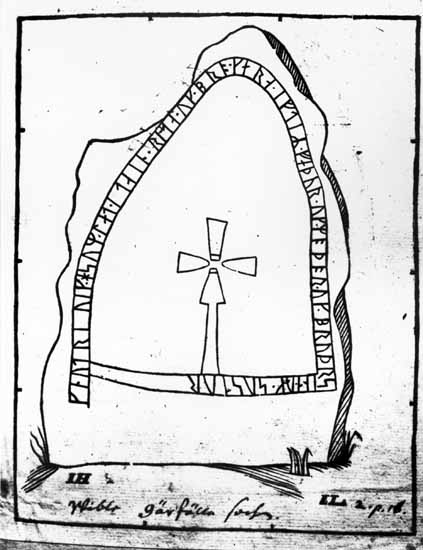
Teckning av stenen U 92 gjord 1682 av fornforskaren och assessorn Johan Hadorph och lantmätaren Johan Leitz. Avfotograferad ur arkeologen Johan Peringskiölds "Monumenta".

På 1600-talet stod runstenen rest tillsammans med U 91 i "Wibbla Giärde". Båda vars traditionella namn är Viblestenarna har sannolikt fungerat som brostenar vid ett vattendrag. Stenarna har därefter flyttats ett flertal gånger och U 92 har bland annat varit grindstolpe. Sin nuvarande plats i parken vid Jakobsbergs folkhögskola fick den 1920.
Stenen uppmålades senaste gången i september 2012 av Riksantikvarieämbetet och tolkningar av dess inskrift lyder enligt nedan:

## Sommaren 1682 avbildades samtliga runstenar i Järfälla
Bromma, Spånga och Järfälla socknar rannsakades i "Gierfella d. 9 Maij 1682". Arkeologen Johan Peringskiöld (1654-1720) erhöll i uppdrag att i sällskap med fornforskaren och Antikvitetskollegiets sekreterare Johan Hadorph (1630-1693) göra resor i landsorten för att uppleta och avteckna gamla minnesmärken och runstenar. Då samlades det första materialet till det stora runstensverk, som längre fram utgavs av Johan Göransson under namn av Bautil.
Johan Hadorph och lantmätaren och ritaren Johan Leitz (död före 1692) reste sommaren 1682 genom Järfälla och avbildade samtliga runristningar som hade omnämnts i Rannsakningarna med undantag för runstenen vid Yttersten, som troligen aldrig har funnits och vilken uppgift senare visat sig vara felaktig. Till ett verk med alla landets runstenar skars träsnitt av teckningarna från Johan Hadorphs resor. Endast en mindre del av detta planerade runverk, Färentuna Häradz Runstenar (1680) hann Hadorph själv ge ut. Johan Peringskiöld planerade att ge ut ett större verk, Monumenta Sueo-Gothorum, som även skulle omfatta andra typer av fornlämningar.

## Inskriften
Runor: ᚴᚾᚢᛏᚱ ' ᛁ ᚢᛁᚴ'ᚼᚢᛋᚢᛘ ' ᛚᛁᛏ ' ᛋᛏᛅᛁᚾ ' ᚱᛁᛏᛅ ' ᚢᚴ ' ᛒᚱᚬ ' ᚴᛁᚱᛅ ᛫ ᛁᚡᛏᛁᛦ ' ᚡᛅᚦᚢᚱ ᚢᚴ ᛫ ᛘᚬᚦᚬᚱ ᛫ ᚢᚴ ᛫ ᛒᚱᚤᚦᚱ ᛫ ᛋᛁᚾᛅ ᛫ ᚢᚴ ᛫ ᛋᚢᛋᛏᚢᚱ
Translitterering av runraden:
knutr ' i uik'husum ' lit ' stain ' rita ' uk ' bro ' kira · iftiʀ ' faþur uk · moþor · uk · bryþr · sina · uk · sustur
Normalisering till runsvenska:
Knutr i Vikhusum let stæin retta ok bro gæra æftiʀ faður ok moður ok brøðr sina ok systur.
Översättning till nusvenska:
Knut i Viksjö lät uppresa stenen och göra bron efter fader och moder och sina bröder och (sin) syster.
Inskriften innehåller det äldsta belägget för ortnamnet Viksjö. Detta har ursprungligen varit sammansatt med pluralformen av ordet hus, och har alltså betytt 'husen (gården) vid viken'.
Var Knuts bro har legat är inte känt, men eftersom stenen har stått på Vibbles ägor och samtidigt omnämner Viksjö, har den troligen gått över de låglänta och en gång sanka markerna mellan Jakobsberg och Viksjö. Här ligger också källorna till Bällstaån.

## Ornamentiken
Stenen har en mycket enkel ornamentik, vilket skulle kunna tala för en ganska tidig datering. På de uppländska runstenarna var djurornamentik vanlig, såsom nämnts ovan, men ristningen på U 92 har ingen tillstymmelse till djurornamentik. Runformer och skrivningar visar dock att stenen sannolikt tillhör slutet av 1000-talet och den kan jämföras med en ristning som U 146, som ser ut att vara inspirerad av en liggande medeltida gravhäll.

## Viksjöstenen U 92, Upplands runinskrifter

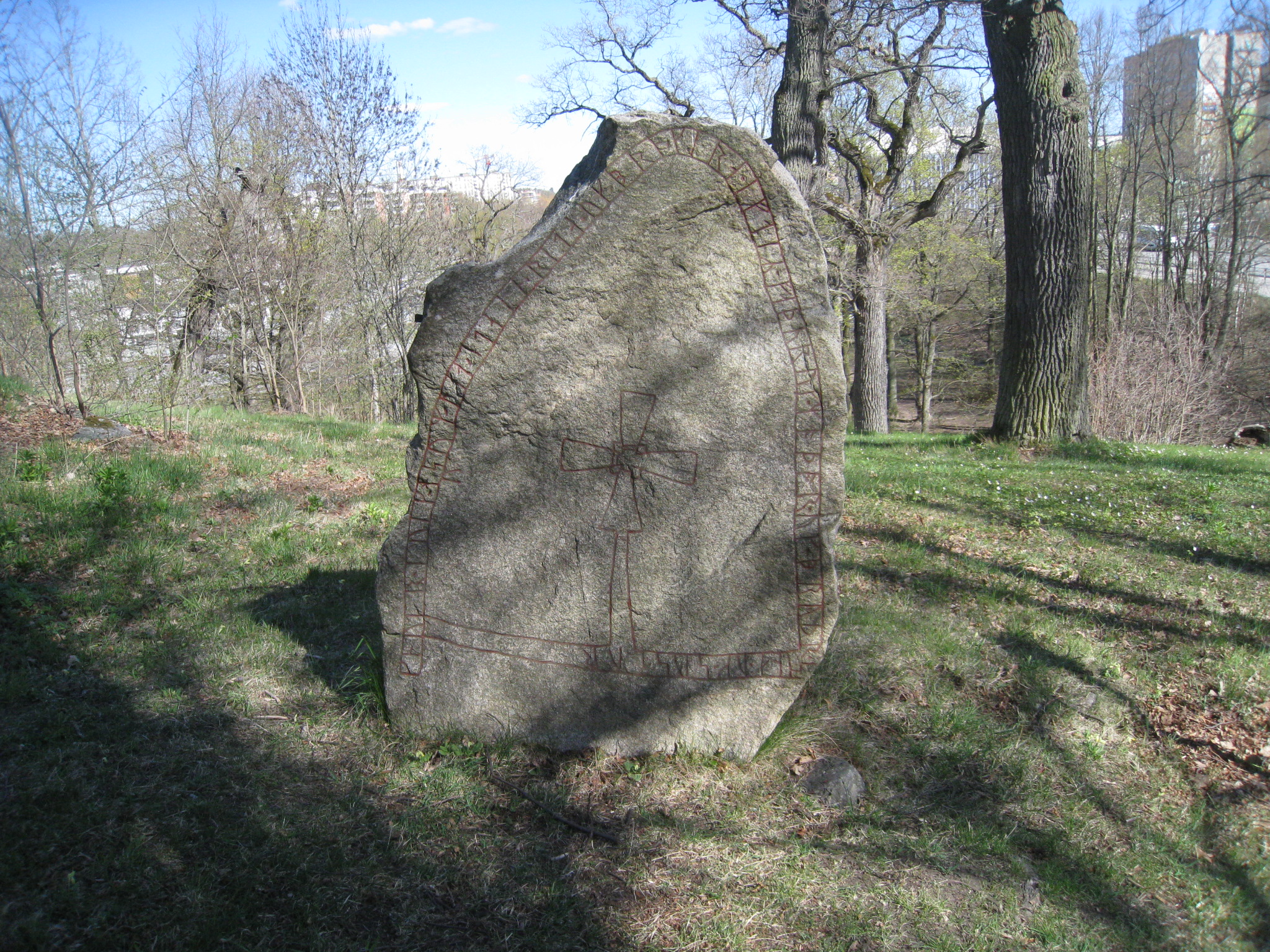
Runstenen U 92, som är från 1000-talet, ligger i en slänt i parken vid Jakobsbergs folkhögskola.
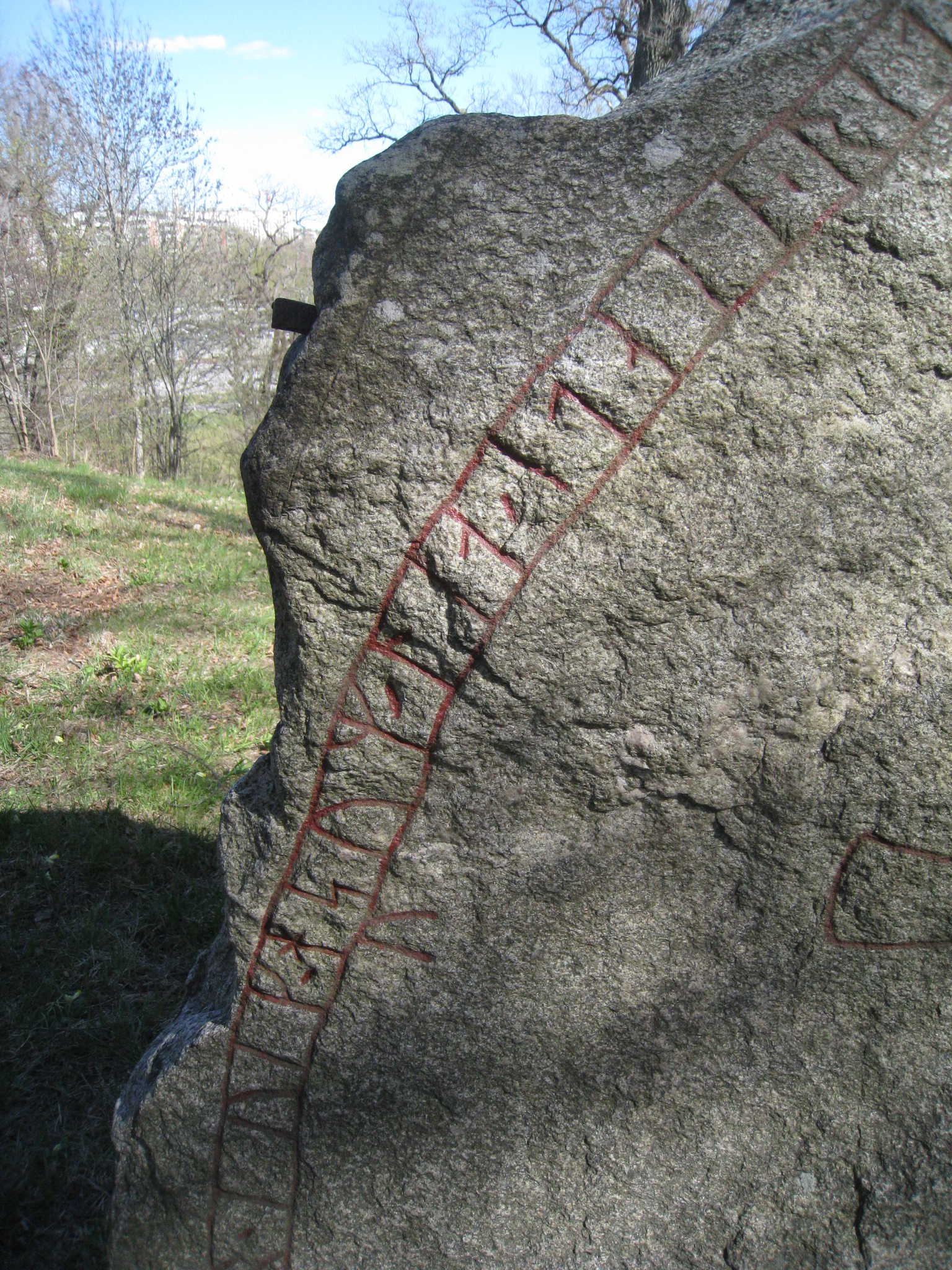
Runstenens övre vänstra hörn. Inskriften på U 92 är ristad med en blandning av normalrunor, futhark eller långkvistruna, och kortkvistrunor.
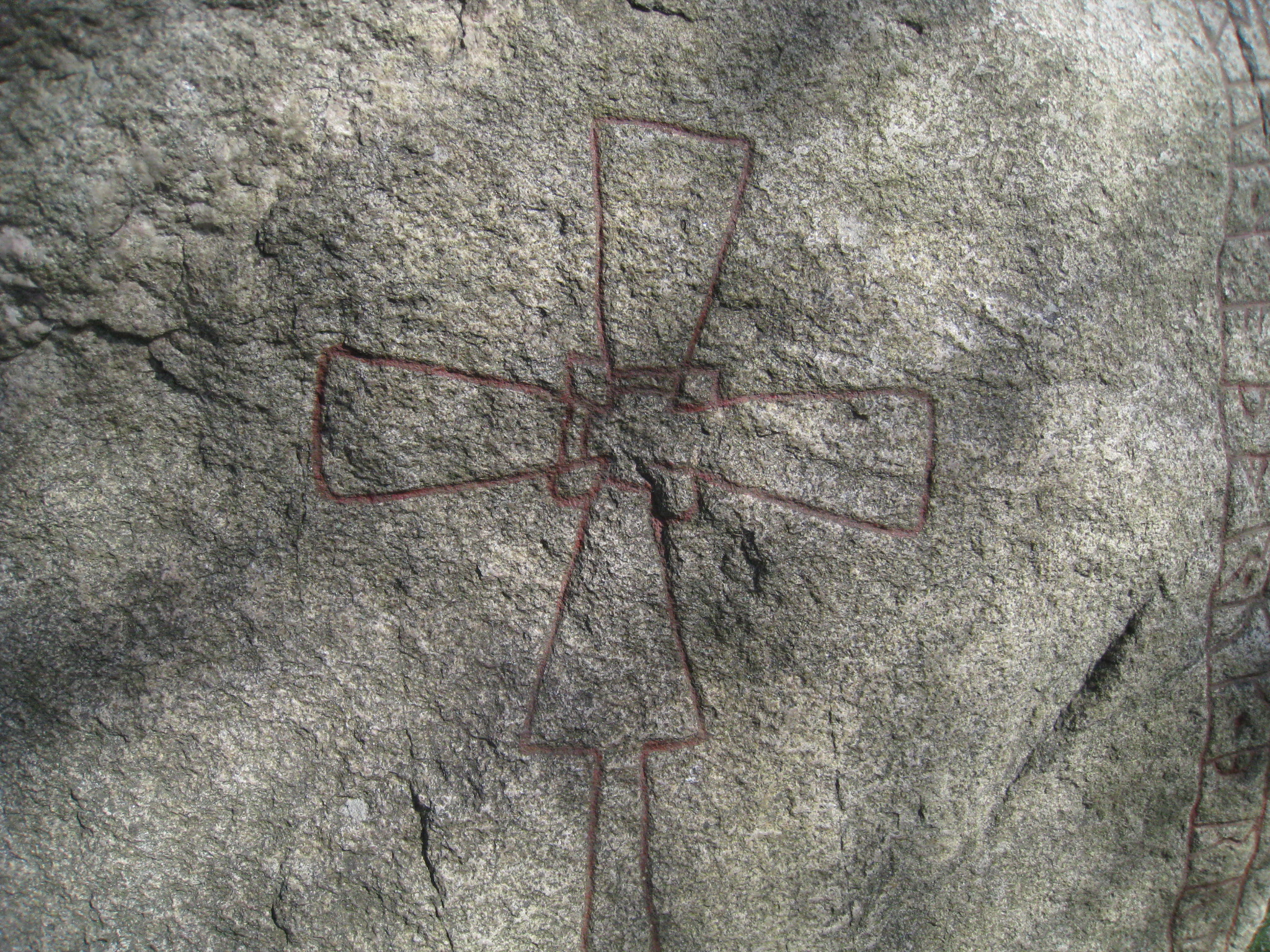
På runstenens mitt finns ett kors, den kristna symbolen, vilket visar att Knut i Vikhusum ("husen vid viken") var kristen.
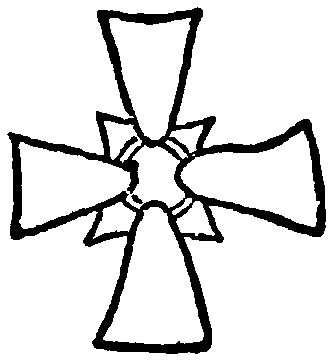
Ett typiskt kors på en äldre svensk runsten, enligt Nordisk familjebok.

### Fotnoter
1. ↑  Fornminnesregistret: 1:1
2. 1 2  Lista över fasta fornminnen i Järfälla kommun
3. ↑  Läsningen och normaliseringen hämtad från Samnordisk runtextdatabas.
4. ↑  Magnus Källström, Järfällas runstenar, 1998, sidorna 12-13. ISBN 91-630-7261-0.
5. 1 2  Samnordisk runtextdatabas, U 92, 2014
6. ↑  Elias Wessén, Sven B.F. Jansson, red (1940-1943). Sveriges runinskrifter. Bd 6, Upplands runinskrifter, del 1. Stockholm: KVHAA. http://www.raa.se/runinskrifter/sri_uppland_b06_text_2.pdf
7. ↑  Magnus Källström, Järfällas runstenar, 1998, sidan 63. ISBN 91-630-7261-0.